# Фоллетт, Кен
Кен Фо́ллетт, Кеннет Мартин Фоллетт (англ. Kenneth Martin Follett; род. 5 июня 1949[…], Кардифф) — валлийский и британский писатель триллеров и исторических романов. Командор Ордена Британской империи.

## Биография
После изучения философии в 1970-х годов он несколько лет работал журналистом и начал писать романы.
Кен Фоллетт приобрёл всемирную известность после выхода в свет романа «Игольное ушко» (англ. Eye of the Needle). Книга была переведена на 30 языков и вышла тиражом в 12 миллионов экземпляров.
Описывая собор в вымышленном городе Кингсбридж в романах «Столпы земли» и «Мир без конца», Фоллетт был вдохновлен католическим собором Санта-Мария-де-Витория в городе Витория-Гастейс (Испания). Это привело к большому притоку туристов, за что правительством города писателю установлен памятник возле собора.

## Экранизации
- Режиссёр Ричард Маркуанд снял одноименный фильм по бестселлеру «Игольное ушко». Премьера в США состоялась 24 июля 1981 года.
- Братья Ридли и Тони Скотт, при поддержке Tandem Communications, совместно с Muse Entertainment[англ.], сняли по книге «Столпы Земли» одноимённый мини-сериал. Премьера состоялась 23 июля 2010 года на телеканале Starz[5].
- В 2012 году по книге «World Without End» сняли сериал «Мир без конца».

## Игры
- В 2017 году по книге «The Pillars of the Earth» вышла видеоигра[6].